# Lygia Lessa Bastos
Lygia Maria Lessa Bastos (Rio de Janeiro, 9 de setembro de 1919 – 7 de outubro de 2020) foi uma professora e política brasileira deputada federal pelo Rio de Janeiro.

## Dados biográficos
Filha de José Lessa Bastos e Maria Flora Lessa Bastos. Formada em 1937 via Instituto de Educação com especialização em Educação Física via Ministério da Educação foi professora na Escola Nacional de Educação Física e Desportos, na Escola Técnica Secundária Paulo de Frontin e no próprio Instituto de Educação, dentre outros locais, além de dirigir o departamento feminino do Vasco da Gama e do Tijuca Tênis Clube. Suas atividades fizeram-na integrar a Cruz Vermelha Brasileira, a União das Professoras Primárias do Rio de Janeiro e a Associação dos Professores de Educação Física do Rio de Janeiro.
Filiada à UDN após o Estado Novo, foi eleita vereadora pelo então Distrito Federal em 1947, 1950, 1954 e 1958. Criada a Guanabara, elegeu-se deputada estadual em 1960, 1962, 1966 e 1970 tendo se filiado à ARENA com o advento do Regime Militar de 1964. Eleita deputada federal pela Guanabara em 1974 passou a representar o Rio de Janeiro após a fusão entre os dois estados em 15 de março de 1975 sendo reeleita em 1978, encerrando o seu mandato já filiada ao PDS.
Durante seu mandato na Câmara Federal, foi uma das maiores críticas da fusão dos estados do Rio de Janeiro e Guanabara e tentou impedir a demolição do Estádio de General Severiano, vendido pelo Botafogo para a Companhia Vale do Rio Doce. Em 1979 completou trinta e três anos em mandatos seguidos (entre Câmara de Vereadores, Assembléia Legislativa e Câmara Federal) e tornou-se a parlamentar mais longeva do mundo, superando a estadunidense Margaret Chase Smith.
Neta do general João Gomes Ribeiro Filho, ministro da Guerra (1935-1936) de Getúlio Vargas, foi a única mulher eleita para o Congresso Nacional em 1974 e a segunda mulher a representar os fluminenses após Júlia Steinbruch.